# ICOCA電子マネー

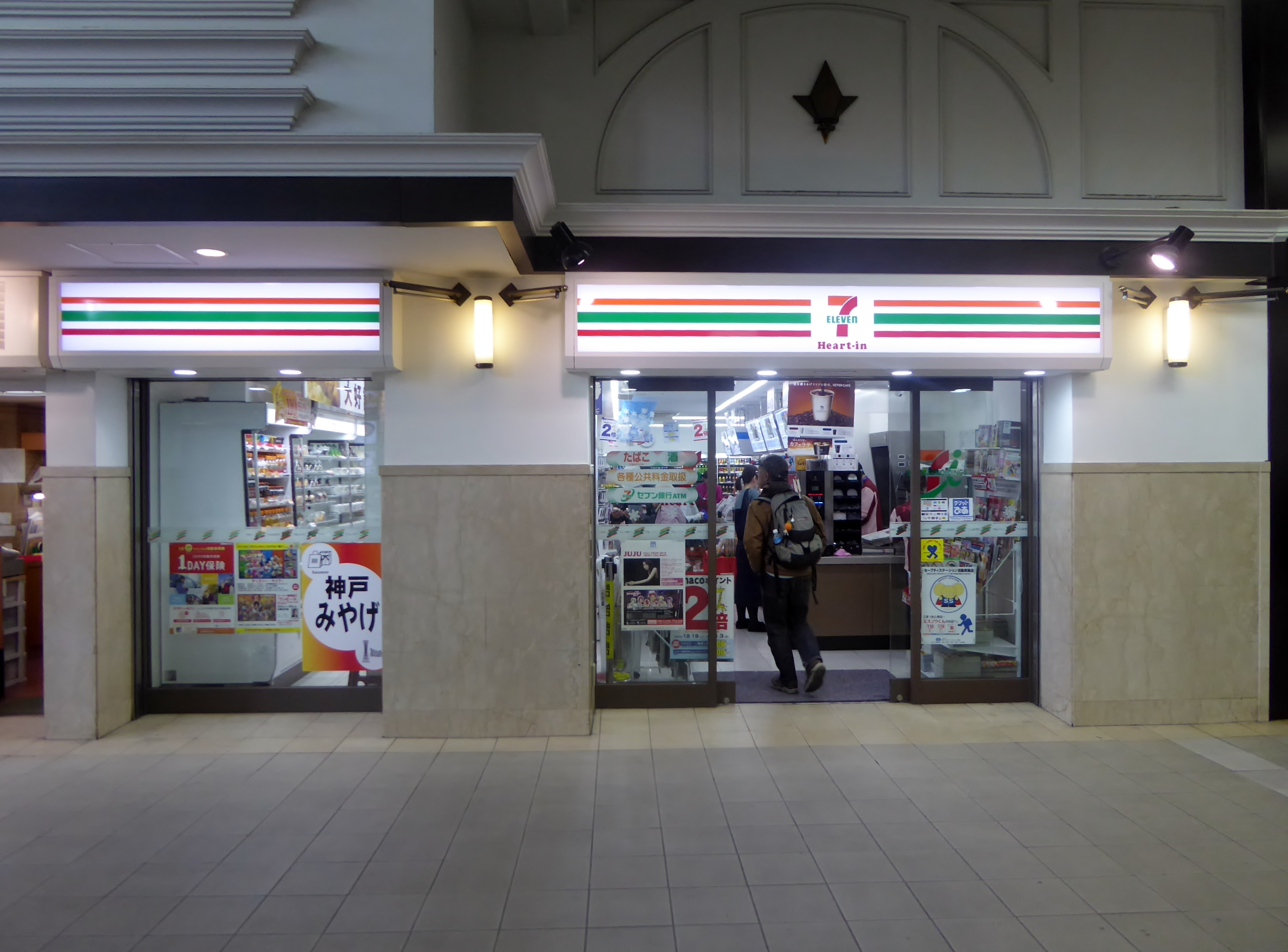
ICOCA電子マネーが利用できる店舗の一例（JR神戸線・神戸駅構内）にあるセブン・イレブンハートイン

ICOCA電子マネー（イコカでんしマネー）は、西日本旅客鉄道（JR西日本）のICカード乗車券ICOCAを活用した電子マネーサービスである。

## 概要
先行して始まったJR東日本のSuicaショッピングサービス（現在のSuica電子マネー）と同様のサービスであるが、Suicaの場合とは異なり、初期のカードでも交換することなくそのまま使える。ICOCAエリアである京阪神地区（アーバンネットワークエリア）や岡山・広島エリアに加え、四国エリアの一部の駅（高松駅・坂出駅）、福岡エリアのセブン=イレブン ハートイン、駅ビルの店舗の一部、自動販売機及び街中にある加盟店などの約153,500店舗（2012年6月末時点）で利用可能である。
本サービスのキャッチフレーズは「ICOCAで買おか〜、タッチして買おか〜」で、ICOCAのイメージキャラクターである仲間由紀恵（2008年3月末頃まで起用）がポスターなどで呼び掛けていた。
なお、ICOCA電子マネーとSuica電子マネーは2008年3月18日より相互利用が可能になった。加えて、2010年3月13日に東海旅客鉄道（JR東海）の「TOICA電子マネー」とも相互利用を開始した。さらに、2011年3月5日に九州旅客鉄道（JR九州）の「SUGOCA電子マネー」とも相互利用を開始した。そして2013年3月23日の「交通系ICカード全国相互利用サービス」の開始に合わせて、北海道旅客鉄道（JR北海道）のKitaca、関東私鉄各社のPASMO、名古屋鉄道（名鉄）・名古屋市交通局のmanaca、西日本鉄道（西鉄）のnimoca、福岡市交通局のはやかけん、の各電子マネーサービスとも相互利用を開始した。これによって関西・山陽・北部九州・北陸地区の他に、札幌・仙台・新潟・首都圏・東海・山陽・九州地区でも利用が可能になった。ただし、PiTaPaショッピングサービスとの相互利用（「全国相互利用サービス」対応の各カードとも）に関しては2013年3月23日以降も対象外となっている。
名称は「IC Operating CArd」の略と、「行こうか」の関西弁発音「行こか」より。

## 決済方法
店舗での物品購入の際に、店員にICOCAで支払う旨を申告した上で、レジの読み取り機にICOCAをタッチする（鉄道での利用と同様にパスケースなどに入れておいても利用可能）ことで商品金額の引き去りが行われる。決済完了はタッチ音の鳴動で確認できる。自動販売機の場合は購入する商品のボタンを先に押してからICOCAをタッチする。ボタンを押さずにICOCAをタッチすると残額が表示される。チャージ額が商品額を上回っているとタッチ音が鳴動して商品金額の引き去りが行われ、商品が提供される。一部店舗のレジでは読み取り機がレジと連動していないため、支払金額を読み取り機に店員が入力し決済する必要がある。
店舗で購入金額に対してチャージ金額（入金額）が不足している場合、不足分は現金に限り決済できる。ICOCAを2枚以上使用（Suicaエリアでは一部の店舗では可）しての決済や自動販売機でのICOCAと現金の併用はできない。

## 利用可能店舗
前提として、一部を除き店舗ではICOCAにチャージ（入金）することはできない。現在サービス実施中の店舗の詳細は、JR西日本の ICOCAでお買い物が出来るお店検索 を参照。

### 駅構内・周辺
ICOCA電子マネーは大阪駅内のコンビニエンスストアから展開を開始した。その後、2006年6月にはアーバンネットワークのICOCAエリア内のデイリーインとハート・インの全店で決済が可能になった。また、駅構内の自動販売機やコインロッカーでも利用ができるようになった。
小規模店舗の他に、駅ビル等の商業施設でも導入が進められている。エキマルシェや大阪ステーションシティ、京都駅前地下街ポルタといった近畿圏の商業施設の他に、さんすて岡山、ひろしま駅ビル ASSE、金沢百番街などの岡山・広島・北陸の駅ビルでも利用が可能である。
ICOCA電子マネーは在来線だけではなく新幹線の一部駅でも利用できる。2009年2月からは、東海道新幹線の新大阪駅と京都駅構内の東海キヨスクが運営する一部の店舗で、また同年7月からは、山陽新幹線の博多駅と小倉駅構内のJR西日本グループが運営する一部の店舗でも決済が可能になった。また、阪神電気鉄道の駅構内の一部店舗（iVY SHOP（阪神売店）など）や近畿日本鉄道の駅ナカ施設「Time's Place」にも、ICOCA電子マネーが導入されている。

### ICOCA電子マネーコインロッカーサービス
2007年2月1日からICOCA電子マネーの新サービス「ICOCAコインロッカー」が開始された。サービス開始時は京阪神の6駅（大阪・新大阪・京都・天王寺・三ノ宮・姫路）に限られていたが、順次設置駅が拡大している。
- 京都駅（1階中央改札口前、ポルタ 定期観光バス乗り場、東ゾーン劇場エリア1F）
- 新大阪駅（新大阪駅1F団待、2階コンコース南側通路）
- 大阪駅（桜橋口前、大阪駅北側通路、中央口内、御堂筋南北口）
- 天王寺駅（南口ロッカールーム内）
- ユニバーサルシティ駅（駅改札外）
- 三ノ宮駅（東口キヨスク前）
- 元町駅（東口改札外）
- 新神戸駅（2階改札外コンコース西側）
- 姫路駅（新幹線乗り換え口）
- 岡山駅（東口1階、岡山一番街 1st Avenue側）
- 広島駅（JR連絡通路横 ひろしま駅ビルASSE3階、2階在来線改札内コンコース、南口日本旅行横）
- 下関駅
- 博多駅
- 小倉駅
- 金沢駅（西口、中央口、金沢百番街）
- 富山駅

### 街中
電子マネーの導入が拡大する中で、駅周辺を越えて街中の店舗でも導入が拡大している。例として、少額決済の利用が多いコンビニエンスストア（後述）やスーパーマーケット（イオングループ（四国地区は利用不可）・イトーヨーカドー・阪急オアシスなど）、ファーストフード店（すき家・松屋・ミスタードーナツ・CoCo壱番屋・マクドナルドなど）、ファミリーレストラン（（すかいらーくグループ（ガスト・バーミヤンなど）・ロイヤルホストほか）、ドラッグストア、書店（紀伊国屋書店など）、カフェ（ドトールコーヒーなど）等が挙げられる。なお、先述のイオングループやイトーヨーカドーは小規模店舗だけではなく、イオンモールやアリオなどのモール型店舗でも利用できる。
一方で比較的高額決済の多い店舗でも導入が進んでいる。百貨店業（阪急百貨店・近鉄百貨店など）、家電量販店（ヨドバシカメラ・ビックカメラなど）などが挙げられる。また、タクシー、レンタカー店、駐車場、ガソリンスタンド、さらには関西国際空港内の店舗にも導入されており、電車以外の移動手段に関わる店舗にも導入されるなど、導入店舗の種類は今や多種多様である。
店舗以外でもイベントやオンライン決済、物流サービスなどでも導入されつつある（後述）。

#### 利用できるコンビニエンスストア
- ファミリーマート

2007年に関西地区の一部店舗で試験的導入後、2009年5月12日より、関西2府4県および岡山・広島・山口地区（当初は約520店・いずれもJR線の駅から離れた店舗は除く）にて導入。さらに2013年3月の「全国相互利用サービス」開始に合わせて、前述各エリアの全店に導入された。2014年9月30日からは、北陸地区全店舗でも利用可能になった。2015年12月1日からは、山陰・四国地区全店舗でも利用可能になり、これによりJR西日本の全店で利用可能となった。
- ローソン

2009年8月24日から北陸・山陰地区など、ICOCAの未導入エリアを含めた、JR西日本エリア約2700店に導入。さらに2012年2月7日には、四国4県（JR四国エリア）の約420店にも導入された。
- サークルKサンクス

2010年9月27日より、滋賀県・京都府・兵庫県・大阪府・奈良県・和歌山県・岡山県のサークルKとサンクスの全店舗、及び広島県のサンクス各店（島嶼部の店舗を除く）へ導入。また同日からは、事前の登録により、サークルKサンクス各店（ICOCA、および相互利用可能な各種IC乗車カード導入店舗）での利用金額に応じて、同社のポイント制度である「カルワザクラブ」の「カルポイント」が付与されるサービスも開始した。その後2011年3月29日からは、「カルポイント」をJR西日本グループの「J-WESTポイント」への交換も可能になった。2012年2月13日からは、北陸3県（富山県・石川県・福井県）、また2013年度（導入日は失念）からは、四国4県（徳島県・香川県・愛媛県・高知県）および広島県の島嶼部、の各店舗にも導入された。
- セブン-イレブン

2011年3月18日より、北陸・山陰地区などICOCAの未導入エリアを含めた、JR西日本エリアの各店に導入。さらに2013年3月1日より、JR四国エリアの各店でも導入を開始した。また、2014年以降JR西日本の駅構内のハート・インが「セブン-イレブン Heart in」に順次転換されている。
- ミニストップ

2008年7月15日より、滋賀県・京都府・大阪府・兵庫県・奈良県と三重県の一部の店舗に導入。2016年3月1日より、福井県・香川県・徳島県・愛媛県の店舗にも導入された。
- デイリーヤマザキ（関西・岡山・広島地区）

2009年6月22日より順次京都府・大阪府・兵庫県・奈良県・和歌山県・広島県の約280店舗に導入。その後岡山県・山口県の一部店舗にも導入した。2011年2月1日より、北陸3県（富山・石川・福井）の約30店舗にも順次導入されている。
- ポプラ
- ニューヤマザキデイリーストア
- ヤマザキショップ（Yショップ）（一部店舗）
- アンスリー

### その他の利用

#### プロスポーツの試合会場での入場券としての利用
ICOCA電子マネー（「全国相互利用サービス」対応の各IC乗車カード（PiTaPaを除く）でも）で、プロ野球・Jリーグ・プロゴルフの試合会場にて入場券として利用できるサービス、また当日の入場券を特別価格で購入できる、など下記のサービスが期間限定で行われている。
なお、これらの試合会場では、ICOCAへのチャージのサービスは行っていない。

##### オリックス・バファローズ「ICOCAデー」
2009年にオリックス野球クラブとの共同企画として、京セラドーム大阪で開催されるオリックス・バファローズの公式戦のうち、「ICOCAデー」と称して、当該試合の内野自由席当日券を、ICOCA電子マネーで購入した場合、半額となるサービスが行われた。同年8月7日から9日までの対千葉ロッテマリーンズ3連戦で初めて実施された。
2010年度以降の「ICOCAデー」については、京セラドーム大阪での専用窓口にて、当日券（B・C指定席、内野自由席）をICOCA電子マネーで購入すれば割引となるサービスが、毎年数試合を対象に行われている。

##### Jリーグのスタジアムでの扱い
Jリーグ1部（J1）の大阪サッカークラブ（セレッソ大阪）との共同企画として、2010年3月14日に長居スタジアムにて開催された、セレッソ大阪のホーム開幕戦である、対ガンバ大阪戦（いわゆる「大阪ダービー」）において、専用窓口にてICOCA電子マネーでチケットを購入すれば、優待料金で入場できる「ICOCA優待キャンペーン」が行われた。Jリーグの試合会場で、ICOCA電子マネーによる取り扱いが行われたのは、今回が初めてとのことである。
サンフレッチェ広島とJR西日本広島支社の共同企画として、2010年7月14日に広島ビッグアーチで開催される「サンフレッチェ広島 対 セレッソ大阪戦」にて、ICOCA電子マネーによりすべての当日券（指定席・自由席とも）を特別価格で購入できる「ICOCAでサンフレッチェ広島を応援に行こうデー」が実施された。

##### 全英への道 ミズノオープンよみうりクラシック
2009年度より、毎年6月に兵庫県西宮市のよみうりカントリークラブで開催される、日本ゴルフツアー機構（JGTO）公認の男子プロゴルフトーナメントである「全英への道 ミズノオープンよみうりクラシック」にて、ICOCAで入場できるサービスが導入されてきた。期間中は、ICOCAで入場した場合、会場内のミズノの売店で利用できる、500円（税込）分の金券もプレゼントされた。
2009年度は6月25日から28日まで、翌2010年度は6月24日から27日まで、それぞれ4日間ずつ開催された。
2011年度からは大会名称が「全英への道 ミズノオープン」となり、岡山県のJFE瀬戸内海ゴルフ倶楽部での開催となったため、ICOCAは導入されなかった。

#### その他
兵庫県篠山市で、2009年8月15日から12月6日までの間、電動レンタサイクルのサービスを行う社会実験において、通常1日1回700円の料金が、ICOCAの提示により500円に割引となるサービスが行われた。
2010年3月20日から5月30日まで大阪市立自然史博物館で開催された「大恐竜展」、同年4月2日より6日まで岡山ドームで開催された「おかやま蘭の祭典＆バラ・ガーデニングフェア2010」、および同年4月17日から5月30日まで奈良県立万葉文化館で開催された「シルクロード-奈良への道・平山郁夫展」にて、ICOCAで入場できるサービスが導入された。
2010年3月13日より、奈良県桜井市にある安倍文殊院にて、拝観料、絵馬奉納、お守り、祈祷料などの支払いを、本堂に設置された読み取り端末に、ICOCAをかざすことで、決済が可能となるサービスが導入された。
2011年11月25日より岡山県倉敷市にあるアリオ倉敷に当日中に倉敷駅を下車（倉敷駅まで電車を使ってアリオ倉敷に来た）したという履歴があるカードをかざすと、抽選で施設内の店舗の1ヶ月間有効割引券がもらえるルーレット機が導入された。
2013年2月5日からは国際興業大阪の大阪府内において関西では初めてタクシーでICOCAが利用できるようになった。
2014年7月22日からWii Uの支払い決済に、他の交通系電子マネーと共に利用できるようになった（理論上日本国内ならどこでも支払いが可能）。
ヤマト運輸の宅急便では集荷の際にセールスドライバーが携行している端末機器で日本国内のどこからでも電子マネー（合計12種類）で支払いが可能である。
2015年10月22日からは両備グループ4社（岡山交通・両備タクシー・岡山タクシー・両備グレースタクシー）の岡山市内において中国・四国地方では初めてタクシーでICOCAが利用できるようになった。料金決済については「全国相互利用サービス」対応の各IC乗車カード（PiTaPaを除く）とWAONが利用可能である。
2015年11月2日から、タイトーが運営するゲームセンター「タイトーステーション」で順次導入を開始した。アーケードゲームのプレイ料金の決済が可能である。
これらのサービスにおいては、「全国相互利用サービス」対応の各IC乗車カード（PiTaPaを除く）でも利用可能である。
2013年7月27日から、岡山県岡山市のコミュニティサイクル「ももちゃり」で、ICOCAを利用者カード及び料金決済に使用出来るようになった。

このサービスにおいては、利用者カードについてはFeliCa対応ICカードが、料金決済については「全国相互利用サービス」対応の各IC乗車カード（PiTaPaを除く）が利用可能である。

## 歴史
- 2005年10月1日 - ICOCA電子マネーサービス開始。これによりICOCAでショッピングが可能に。
- 2006年5月18日 一部の飲料自動販売機と一般店でも利用可能に。
- 2006年6月 - ICOCA電子マネーが京阪神地区の駅のコンビニ「ハートイン」「デイリーイン」の全店で利用可能に。
- 2007年2月1日 - ICOCA電子マネーコインロッカーサービス開始。
- 2007年3月15日 - 京都駅前地下街ポルタ内の飲食店約30店舗で利用開始。
- 2007年3月29日 - JCB、UFJニコスとICOCA電子マネー取扱加盟店の拡大に関する業務提携について合意。
- 2007年5月28日 - 2008年3月を目途とするJR東日本のSuicaとの電子マネー相互利用について合意。
- 2007年8月23日 - ビックカメラなんば店・JR京都駅前店で利用開始。
- 2007年9月1日 - 岡山・広島エリアでの利用を開始。
- 2007年9月1日 - 天満屋岡山店で利用を開始。
- 2007年10月1日 - 洋服の青山、近畿圏及び山陽圏の約130店舗へICOCA電子マネーを順次導入。
- 2007年10月3日 - パーク24が運営する時間貸駐車場「タイムズ」で利用を開始。
- 2007年10月5日 - 京都市内のKICSに参加する、14の商店街の約650店舗へQUICPayと共に順次導入。
- 2007年10月15日 - 近畿2府3県及び三重県のイオングループ約4,200店舗に、iD、WAONと共に導入。
- 2007年11月1日 - 福山駅「サンステーションテラス福山」（さんすて福山、旧福山サントーク）で利用可能に。
- 2007年11月20日 - ビックカメラ岡山駅前店で利用開始。
- 2007年12月1日 - 岡山駅前地下街岡山一番街内の飲食店・書店13店で利用可能に。
- 2007年12月10日 - 大阪府内のファミリーマートの一部店舗で利用可能に。
- 2008年2月13日 - 京都駅のエキナカ商業施設「スバコ・ジェイアール京都伊勢丹」の全店で利用可能に。
- 2008年2月28日 - 近畿圏エリアのキヨスクへの導入第1号として、新大阪駅構内の店舗で利用を開始。その後同年4月末までに、順次近畿圏エリアのキヨスク約230店で利用可能に。
- 2008年3月1日 - イオングループの利用可能店舗が和歌山の一部・岡山・広島・山口の約930店舗で新たに利用可能となり5,130店舗に拡大。
- 2008年3月18日 - Suicaと電子マネーの相互利用開始。
- 2008年3月18日 - 交通科学博物館にICOCA電子マネー導入。
- 2008年3月18日 - 近畿地方、三重県の一部、岡山・広島・山口各地区にあるイオンの商業施設の直営売り場でのICOCAへのチャージサービスを開始。
- 2008年7月2日 - ポケモンセンターオーサカに導入[11]。
- 2008年7月15日 - イオングループのコンビニ、近畿2府3県と三重県の一部のミニストップへ導入。
- 2008年12月4日 ‐ 姫路駅にオープンした駅ビル「プリエ姫路」の一部店舗に導入。
- 2009年2月 - 東海道新幹線の新大阪駅と京都駅の構内にある、東海キヨスクが運営する一部の店舗に、ICOCA電子マネーを導入。
- 2009年5月12日 ‐ 近畿2府4県と岡山・広島・山口各県のICOCAエリアの駅周辺などにある（一部店舗を除く）ファミリーマートの約520店舗へ導入。
- 2009年5月20日 ‐ 大久保駅・加古川駅・姫路駅の周辺にあるパーク24の駐車場「タイムズ」で、駐車場優待サービス「パーク＆ICOCA」のサービスを開始。
- 2009年6月22日 ‐ 近畿2府3県と広島県のデイリーヤマザキの約280店舗へ順次導入。
- 2009年6月25日 ‐ 近畿2府4県と岡山・広島両県の松屋フーズの52店舗へ順次導入。
- 2009年7月8日 - 山陽新幹線の博多駅と小倉駅の構内にある一部の店舗に、九州で初めてとなるICOCA電子マネーを導入。
- 2009年8月24日 - JR西日本エリアのローソン全店舗へ順次導入を開始。
- 2010年3月13日 - TOICA電子マネーとの相互利用開始[12]。
- 2010年3月13日 - 奈良県桜井市の安倍文殊院でICOCAでの決済サービスを開始[13]。
- 2010年9月27日 - 近畿2府4県と岡山・広島両県のサークルKサンクスでICOCAが利用可能になる[14][15]（広島県島嶼部のサークルKは除く）。
- 2010年10月23日 - 奈良国立博物館でICOCAでの決済サービスを開始[16]。
- 2011年3月5日 - SUGOCA電子マネーとの相互利用開始。
- 2011年3月18日 - JR西日本エリアのセブン-イレブン全店舗でICOCAが利用可能になった[17]。
- 2011年5月23日 - ヤマト運輸直営店およびセールスドライバーのモバイル端末にて利用開始[18]。
- 2012年2月1日 - JR西日本エリアとJR四国エリアのすかいらーくグループの店舗431店舗でICOCAが利用可能になる[19]。
- 2012年2月1日 - ヨドバシカメラマルチメディア梅田店・マルチメディア京都店でICOCAが利用可能になる[20]。
- 2012年2月7日 - JR四国エリアのローソン420店舗でICOCAが利用可能になる[21]。
- 2013年2月5日 - 国際興業大阪タクシーの大阪府内でICOCAが利用可能になる。
- 2013年3月1日 - JR四国エリアのセブン-イレブン各店への導入を開始。
- 2013年3月23日 - 「全国相互利用サービス」開始により、Kitaca・PASMO・manaca・nimoca・はやかけん、の各電子マネーサービスとも相互利用を開始。
- 2015年3月14日 - 東海道・山陽新幹線の車内販売でICOCAが利用可能になる[22][23]。
- 2015年10月16日 - 松江駅「シャミネ松江」、鳥取駅「シャミネ鳥取」に、楽天Edy、iD、WAON、nanacoと共に導入。
- 2015年10月22日 - 両備グループのタクシー4社（岡山交通・両備タクシー・岡山タクシー・両備グレースタクシー）の岡山市内でICOCAが利用可能になる[8]。
- 2016年3月1日 - 福井県およびJR四国エリアのミニストップへ導入[24]。
- 2016年4月1日 - 関西国際空港内の店舗に導入[25]（一部店舗を除く）。

## 相互利用

交通系ICカードの相互利用関係

ICOCA以外のICカード乗車券の中で乗車券機能の相互利用が可能なものでは、2008年3月18日より東日本旅客鉄道のSuicaとの間で、また2010年3月13日より、東海旅客鉄道のTOICAとの間で、さらに2011年3月5日より、九州旅客鉄道のSUGOCAとも相互利用を開始し、そして2013年3月23日に交通系IC乗車カード10種の全国相互利用サービスが開始されるのに合わせて、北海道旅客鉄道のKitaca、関東私鉄各社（パスモ）のPASMO、名古屋鉄道（名鉄）・名古屋市交通局などのmanaca、西日本鉄道（西鉄）のnimoca、福岡市交通局のはやかけん、の各IC乗車カードとの電子マネーの相互利用を開始した。
なお、PiTaPaでの電子マネーの相互利用については、電子マネーの決済方式や決済に関する法令がクレジットカード扱いのPiTaPaとプリペイドカード扱いの交通系電子マネーで異なること、それに伴うカードの交換やシステムの改修に莫大な費用がかかるなどの理由で、前述の「全国相互利用サービス」を含めて、電子マネーについては対象外となっている。このため、現状のPiTaPaショッピングサービス加盟店に、導入エリアごとにICOCA電子マネーなどの交通系電子マネーを並行導入することで対応する方針としている。
JR西日本グループでは、山陽SC開発（岡山一番街・サンステーションテラス岡山・サンステーションテラス倉敷・サンステーションテラス福山。一部店舗を除く。出店しているマツモトキヨシを含む）が、2019年のキャッシュレス決済拡充時に、従来からの交通系電子マネーやクレジットカードに加えて、PiTaPaにも対応したほか、併せてiD・nanaco・WAONなど主要なクレジット系・流通系電子マネーや、PayPayなどの主要コード決済への対応も行った。
2007年3月には、JCB・三菱UFJニコスと市中へのICOCA電子マネー加盟店開拓・売上精算に関する業務提携に合意し、QUICPay（JCB）・Smartplus・VISA TOUCH（以上三菱UFJニコス）とICOCA電子マネー・クレジットカードとの共用端末の導入を目指すとした。